# Gonzalo Arias
Gonzalo Arias Bonet (Valladolid, 1926 - Cortes de la Frontera, Málaga, 11 de enero de 2008) fue un escritor, activista y jurista español, conocido por sus acciones de resistencia no violenta durante el franquismo.

## Trayectoria
Nació en Valladolid en 1926, hijo de José Arias Ramos y Ascensión Bonet Guilayn. Pasó su infancia en Santiago de Compostela y Salamanca y cursó estudios de Derecho en la Universidad de Valladolid.En 1956, obtuvo un puesto de traductor en la UNESCO, París, y se casó con Hilde Dietrich; permaneció en ese puesto hasta 1968.

### Los Encartelados
A comienzos de los años sesenta accedió a través de figuras del movimiento no violento francés a la obra de Gandhi y Martin Luther King, que tuvo una gran influencia sobre sus prácticas. En el contexto español de la dictadura franquista, la no violencia se le apareció como el mejor desafío pacífico a la dictadura. En abril de 1968 publicó bajo pseudónimo Los Encartelados, una «novela programa» publicada por Ruedo Ibérico y que circuló de forma clandestina. En octubre de ese año, ejecutó el primer capítulo de la novela, consistente en citar a sus posibles lectores a una manifestación en la Gran Vía de Madrid a la que acudió solo él con dos carteles que pedían elecciones libres en España.Si bien en la novela el resultado de la acción era el derrocamiento del régimen, en la realidad Arias fue inmediatamente detenido y condenado a nueve meses de prisión como autor de un delito contra las leyes fundamentales. La novela fue publicada en disquete (y difundida también en papel por la editorial Ahimsa). El autor mantiene la tercera edición de 1998 disponible para su descarga en línea.
En 2023 una cuarta edición de la obra fue publicada en España por parte de la Universidad de Valladolid.

### Otras acciones
En los años siguientes continuó realizando acciones no violentas, incluyendo el apoyo a Pepe Beúnza y los primeros objetores al servicio militar obligatorio. En este sentido, participó en 1971 de una «marcha a la prisión» internacional en apoyo de Beúnza, que fue detenida al llegar a España, y en 1981 organizó otra marcha antibélica cuyos participantes fueron detenidos en Algeciras.así como acciones de denuncia de las torturas policiales. En estos años también realizó distintas acciones contra el cierre de la frontera entre Gibraltar y España, que abriría finalmente en 1982.En paralelo continuó trabajando como traductor en Naciones Unidas e investigó sobre las vías romanas en Hispania, un tema sobre el que editó las revistas El Miliario Extravagante y El Nuevo Miliario y el volumen Repertorio de caminos de la Hispania romana.
Murió el 11 de enero de 2008 a los 81 años de edad.

## Obras

### Novela y ensayo
- Los encartelados. Novela programa (1968).[13]
- La noviolencia ¿tentación o reto? (1973).
- El proyecto político de la noviolencia (1973).
- Gibraltareños y gibraltarófagos con el ejército al fondo (1975).
- Operación Antiverja-79. Informe de una acción noviolenta (1979).
- El Antigolpe (1982).
- Gibraltarofagia y otros cuentos noviolentos (1984).
- El ejército incruento de mañana. Materiales para un debate sobre un nuevo modelo de defensa (1995).
- La historia ramificada (2007).

### Investigación
- Historímetro: Hechos, fechas, mapas, en un solo golpe de vista (1961, 2004).
- El Miliario Extravagante (1963-1968, 1988-1992, 1993-1999, 2000-2004).
- Catálogo de vías romanas y caminos milenarios de Hispania.
- Un enfoque extravagante de las vías romanas.
- Repertorio de Caminos de la Hispania Romana (2004).